# Futebol de Praia do Sporting Clube de Portugal
A secção de futebol de praia do Sporting Clube de Portugal era uma das secções profissionais do Sporting CP. Existiu entre 2005 e 2006, voltou em 2009 para disputar o campeonato nacional e foi de novo extinta em 2022.

## História
A prática do futebol de praia no Sporting começou por volta de 2005, ano em que se disputou pela primeira vez a Liga Nacional de Futebol de Praia, competição de carácter não oficial que decorreu entre 2005 e 2010, que daria origem ao campeonato nacional, tendo os leões sido finalistas vencidos nas edições de 2005 e 2006.
Em 2009 a modalidade sofre uma profunda reestruturação em Alvalade tendo como chefe de secção Carlos Xavier e contando a equipa com alguns internacionais portugueses como Bilro, Belchior e principalmente Madjer, um dos melhores jogadores do mundo.
Assim foi com naturalidade que o Sporting conquistou o primeiro Campeonato Nacional desta modalidade, disputado em 2010, conseguindo ganhar todos os jogos disputados.
Em 2011 o Sporting participou no 1º Mundialito de Clubes de Futebol de Praia, realizado de 19 a 26 de Março pela Beach Soccer Worldwide com o apoio da FIFA. O Campeonato decorreu na Represa de Guarapiranga, em São Paulo no Brasil e nele participaram 10 clubes: Flamengo, Vasco da Gama, Santos, Corinthians, Boca Juniors, AC Milan, Barcelona, Seattle Sounders FC, Lokomotiv Moscovo e Sporting. O Sporting atingiu a final da prova onde perdeu por 4-2 com o Vasco da Gama.
Ainda em 2011, a temporada em Portugal iniciou-se com a disputa do Campeonato de Elite, em Matosinhos de 24 a 26 de Junho, prova que o Sporting venceu ao derrotar na final o Vitória de Guimarães por 3-2. O campeonato nacional iniciou-se em Julho e na luta pelo título estiveram os mesmos protagonistas mas desta vez os vimaranenses levaram a melhor.
A edição de 2012 do Mundialito voltou a contar com a participação do Sporting, entre 12 equipas, tendo desta feita a equipa leonina ficado em quarto lugar.
Após um interregno, a equipa de futebol de praia do Sporting regressou aos areais em Maio de 2014 através de uma parceria com a Escolinha Madjer EAC, tendo por objectivo lutar novamente pelo campeonato nacional.
A entrada em competição aconteceu em Tomar no início de Maio no 1º Nacionalito que o Sporting venceu. Este torneio serviu de preparação para as competições nacionais que decorrem entre Maio e Setembro. Depois de uma campanha brilhante o Sporting conquista o Campeonato Distrital ao vencer na final o GS Loures por 4-1, já no nacional os Leões foram finalistas vencidos face ao SC de Braga. A temporada de 2014 foi concluída da melhor maneira em Dezembro com a conquista do Torneio de Natal.
A época de 2015 começou com Sporting a disputar o Barcelona Beach Soccer 2015 tendo terminado a competição em quatro lugar. Seguiu-se o 2º Nacionalito de Futebol de Praia, que a equipa leonina conquistou ao vencer na final o Nacional por 6-1.
No campeonato nacional de 2015, o Sporting teve um desempenho notável vencendo todos os jogos excepto um. Infelizmente esse jogo foi exactamente a final contra o SC Braga, decidida por um golo no último segundo do prolongamento, após 3-3 no final do tempo regulamentar.
Em 2016 a equipa leonina disputou em 09 e 10 de Julho a Ansião Beachsoccer Cup Martin Friesen, tendo conquistado a prova depois de vencer o Varzim SC, o JP Bar, o Euronabão/ Matraxna e na final o Vitória de Setúbal.
A 21 de Agosto de 2016 o Sporting sagra-se Campeão Nacional de Futebol de Praia pela segunda vez na sua história. Na final four da competição, disputada no Parque Urbano de Albarquel em Setúbal, os Leões venceram nas meias-finais a Casa do Benfica de Loures por 4-2 e na final bateram o SC Braga, equipa tricampeã nacional, por 7-4. Datinha foi o jogador leonino em destaque na partida decisiva ao apontar quatro dos sete golos do Sporting.
Na temporada de 2018 a equipa leonina venceu os quatro jogos disputados da segunda edição da Sesimbra CUP, levando com inteiro mérito o Sporting à conquista da competição, que decorreu durante o fim de semana da Páscoa.
Em 2018 o Sporting lançou pela primeira vez na sua história uma equipa feminina, que participou na Euro Winners Cup na Nazaré, tendo realizado o seu primeiro jogo a 28 de Maio. Numa competição entre as melhores da Europa, as Leoas conquistaram um honroso 9.º lugar.
A 08 de Julho as Leoas venceram o torneio 7 Saias Beach Soccer Cup 2018 após vitórias diante do Estoril Praia por 8-1 e Nacional da Madeira por 4-2, naquela que foi a primeira edição da competição organizada pela BSWW e pela Câmara Municipal da Nazaré.
A 26 de Agosto a equipa feminina de futebol de praia do Sporting venceu a primeira edição do Torneio Promoção FPF ao bater o Estoril por 6-1.
Em 2022, a secção foi extinta.

## Palmarés
| Nacionais | Nacionais            | Nacionais | Nacionais          |
|           | Competição           | Títulos   | Temporadas         |
| --------- | -------------------- | --------- | ------------------ |
|           | Campeonato de Elite  | 3         | 2010 • 2016 • 2020 |
| Regionais |                      |           |                    |
|           | Competição           | Títulos   | Temporadas         |
|           | Campeonato Distrital | 1         | 2014               |

### Campanhas de destaque
| Mundiais | Mundiais             | Mundiais     | Mundiais   |
|          | Competição           | Vice-campeão | Temporadas |
| -------- | -------------------- | ------------ | ---------- |
|          | Mundialito de Clubes | 1            | 2011       |

## Modalidades do Sporting Clube de Portugal
| Modalidades do Sporting Clube de Portugal | Modalidades do Sporting Clube de Portugal | Modalidades do Sporting Clube de Portugal | Modalidades do Sporting Clube de Portugal | Modalidades do Sporting Clube de Portugal | Modalidades do Sporting Clube de Portugal |
| ----------------------------------------- | ----------------------------------------- | ----------------------------------------- | ----------------------------------------- | ----------------------------------------- | ----------------------------------------- |
| Aikido                                    | Andebol                                   | Atletismo                                 | Automobilismo                             | Basquetebol                               | Bilhar                                    |
| Boxe                                      | Canoagem                                  | Capoeira                                  | Ciclismo                                  | Desporto Adaptado                         | Dressage                                  |
| eSports                                   | Futebol                                   | Futebol Feminino                          | Futebol de Praia                          | Futsal                                    | Ginástica                                 |
| Golfe                                     | Hóquei em Patins                          | Horseball                                 | Surf                                      | Judo                                      | Karaté                                    |
| Kickboxing                                | Krav maga                                 | Natação                                   | Padel                                     | Paintball                                 | Pesca Desportiva                          |
| Polo Aquático                             | Remo                                      | Rugby                                     | Taekwondo                                 | Ténis                                     | Ténis de Mesa                             |
| Tiro à Bala                               | Tiro com Arco                             | Triatlo                                   | Voleibol                                  | Xadrez                                    |                                           |